# Хомутинецька сільська рада
| Хомутинецька сільська рада — орган місцевого самоврядування у Калинівському районі Вінницької області з адміністративним центром у с. Хомутинці. Сільській раді підпорядковані населені пункти: - с. Хомутинці |

## Склад ради
Рада складається з 14 депутатів та голови.

## Керівний склад сільської ради
| ПІБ                    | Основні відомості                                                 | Дата обрання | Дата звільнення |
| ---------------------- | ----------------------------------------------------------------- | ------------ | --------------- |
| Мудрик Оксана Петрівна | Сільський голова, 1962 року народження, освіта                    | 26.03.2006   | 31.10.2010      |
| Мудрик Оксана Петрівна | Сільський голова, 1962 року народження, освіта вища, позапартійна | 31.10.2010   |                 |

Примітка: таблиця складена за даними джерела